# Diamonds in the Rough (John Prine)
| Recensione                        | Giudizio    |
| --------------------------------- | ----------- |
| AllMusic                          |             |
| Robert Christgau                  | A-          |
| The New Rolling Stone Album Guide | [ 2 ]       |
| Sputnikmusic                      | 3.6 (Great) |
| Dizionario del Pop-Rock           | [ 4 ]       |
| 24.000 dischi                     | [ 5 ]       |

Diamonds in the Rough è il secondo album di John Prine, pubblicato dalla Atlantic Records nel novembre del 1972.

## Tracce
Brani composti da John Prine, eccetto dove indicato

### LP
Lato A
1. Everybody – 2:43 – Registrato a New York City, New York, 22 maggio 1972
2. The Torch Singer – 2:52 – Registrato a New York City, New York, 22 maggio 1972
3. Souvenirs – 3:32 – Registrato a New York City, New York, 22 maggio 1972
4. The Late John Garfield Blues – 3:02 – Registrato a New York City, New York, 22 maggio 1972
5. Sour Grapes – 2:00 – Registrato a New York City, New York, 23 maggio 1972
6. Billy the Bum – 4:41 – Registrato a New York City, New York, 22 maggio 1972
7. The Frying Pan – 1:47 – Registrato a New York City, New York, 22 maggio 1972

Lato B
1. Yes I Guess They Oughta Name a Drink After You – 2:06 – Registrato a New York City, New York, 22 maggio 1972
2. Take the Star Out of the Window – 2:06 – Registrato a New York City, New York, 22 maggio 1972
3. The Great Compromise – 4:57 – Registrato a New York City, New York, 23 maggio 1972
4. Clocks and Spoons – 3:10 – Registrato a New York City, New York, 22 maggio 1972
5. Rocky Mountain Time – 3:03 – Registrato a New York City, New York, 23 maggio 1972
6. Diamonds in the Rough – 1:49 (A.P. Carter) – Registrato a New York City, New York, 23 maggio 1972

## Musicisti
Everybody
- John Prine - chitarra acustica, voce
- David Bromberg - chitarra elettrica
- Steve Burgh - basso
- Steve Goodman - armonie vocali, hi-hat

The Torch Singer
- John Prine - chitarra acustica, voce
- David Bromberg - mandolino
- Dave Prine - dobro
- Steve Burgh - basso

Souvenirs
- John Prine - chitarra acustica, voce
- Steve Goodman - chitarra acustica, armonie vocali

The Late John Garfield Blues
- John Prine - chitarra acustica, voce
- Steve Goodman - chitarra elettrica
- David Bromberg - chitarra acustica, fill
- Steve Burgh - basso, batteria

Sour Grapes
- John Prine - chitarra acustica, voce

Billy the Bum
- John Prine - chitarra acustica, voce
- David Bromberg - chitarra acustica, dobro
- Dave Prine - armonie vocali

The Frying Pan
- John Prine - chitarra acustica, voce
- Steve Goodman - chitarra acustica, fill, armonie vocali
- David Bromberg - mandolino
- Dave Prine - banjo
- Steve Burgh - basso

Yes I Guess They Oughta Name a Drink After You
- John Prine - chitarra acustica, voce
- Steve Goodman - chitarra acustica
- David Bromberg - dobro
- Dave Prine - fiddle
- Steve Burgh - basso

Take the Star Out of the Window
- John Prine - chitarra acustica, voce
- David Bromberg - mandolino

The Great Compromise
- John Prine - chitarra acustica, voce

Clocks and Spoons
- John Prine - chitarra acustica, voce
- David Bromberg - chitarra elettrica
- Steve Burgh - basso

Rocky Mountain Time
- John Prine - chitarra acustica, voce
- David Bromberg - chitarra elettrica
- Steve Goodman - chitarra acustica, fill
- Steve Burgh - basso

Diamonds in the Rough
- John Prine - voce, accompagnamento vocale
- Dave Prine - voce, accompagnamento vocale
- Steve Goodman - voce, accompagnamento vocale

Note aggiuntive
- Arif Mardin - produttore
- Registrato al Atlantic Recording Studios di New York City, New York
- Gene Paul - ingegnere del suono (in tutti i brani eccetto in Clocks and Spoons e Diamonds in the Rough)
- Lew Hahn - ingegnere del suono (solo nei brani: Clocks and Spoons e Diamonds in the Rough)
- Arif Mardin - remixaggio
- Gene Paul - remixaggio
- Ed Caraeff - fotografia copertina album originale
- Richard Mantel - design copertina album originale, art direction[7]

## Classifica
Album
| Anno | Classifica    | Posizione raggiunta |
| ---- | ------------- | ------------------- |
| 1972 | Billboard 200 | 148                 |